# Richard Glatzer
Richard Glatzer est un réalisateur et scénariste américain, né le 28 janvier 1952 à Flushing dans le Queens à New York et mort le 10 mars 2015 à Los Angeles.

## Filmographie

### Comme réalisateur
- 1993 : Grief
- 2001 : Fluffer (coréalisé avec Wash Westmoreland)
- 2006 : Echo Park, L.A. (coréalisé avec Wash Westmoreland)
- 2013 : The Last of Robin Hood (coréalisé avec Wash Westmoreland)
- 2014 : Still Alice (coréalisé avec Wash Westmoreland)

### Comme scénariste
- 1984 : Out of Step, épisode de l'émission ABC Afterschool Special
- 1989 : Maxie's World (série animée)
- 1993 : Grief
- 2006 : Echo Park, L.A.
- 2013 : The Last of Robin Hood
- 2014 : Still Alice
- 2018 : Colette

### Autres
- 1980 : Just Tell Me What You Want de Sidney Lumet - assistant de production
- 1988-1989 : Divorce Court (en) (émission de télévision) - producteur
- 2001 : Tough Enough (émission de télévision) - supervising story editor
- 2006-2013 : Top Model USA (émission de téléréalité) - producteur et consultant artistique
- 2008 : Pedro (en) de Nick Oceano - producteur et acteur